# Alcoveria
Alcoveria brevis es un género extinto de peces celacantimorfos prehistóricos del orden Coelacanthiformes. Este género marino fue descrito científicamente por Beltan en 1972.

## Especies
Clasificación del género Alcoveria:
- † Alcoveria Beltan 1972
  - † Alcoveria brevis (Beltan 1972)[2]